# Segunda Categoría de Tungurahua 2019
El Campeonato Provincial de Segunda Categoría de Tungurahua 2019 fue un torneo de fútbol en Ecuador en el cual compitieron equipos de la Provincia de Tungurahua. El torneo fue organizado por la Asociación de Fútbol Profesional de Tungurahua (AFT) y avalado por la Federación Ecuatoriana de Fútbol. El torneo empezó el 11 de mayo de 2019 y finalizó el 21 de julio de 2019. Participaron 8 clubes de fútbol y entregó 2 cupos al zonal de ascenso de la Segunda Categoría 2019 por el ascenso a la Serie B, además el campeón provincial clasificó a la primera fase de la Copa Ecuador 2020.

## Sistema de campeonato
El sistema determinado por la Asociación de Fútbol Profesional de Tungurahua fue el siguiente:
- Se jugó una etapa única con los 8 equipos establecidos,[2] todos contra todos ida y vuelta (14 fechas), en cada fecha un equipo tuvo descanso, al final los equipos que terminaron en primer y segundo lugar clasificaron a los zonales  de Segunda Categoría 2019 como campeón y vicecampeón provincial respectivamente.[3]

## Equipos participantes
| Equipos participantes              | Equipos participantes | Equipos participantes           |
| ---------------------------------- | --------------------- | ------------------------------- |
|                                    |                       |                                 |
| Equipo                             | Ciudad                | Estadio                         |
| América Sporting Club              | Ambato                | Estadio Bellavista              |
| Club Social y Deportivo El Globo   | Ambato                | Estadio Neptalí Barona          |
| Chacaritas Fútbol Club             | Pelileo               | Estadio Ciudad de Pelileo       |
| Pelileo Sporting Club              | Pelileo               | Estadio Ciudad de Pelileo       |
| América Fútbol Club                | Ambato                | Estadio Dunker Aguilar          |
| Club Baños Ciudad de Fuego         | Baños                 | Estadio Coronel José Silva Romo |
| Club Deportivo Universitario       | Píllaro               | Estadio Municipal de Píllaro    |
| Club Deportivo Santiago de Píllaro | Píllaro               | Estadio Municipal de Píllaro    |

## Equipos por cantón
| Cantón  | N.º | Equipos                                                |
| ------- | --- | ------------------------------------------------------ |
| Ambato  | 3   | - América de Ambato - El Globo - América de Santa Rosa |
| Pelileo | 2   | - Pelileo S.C. - Chacaritas F.C.                       |
| Píllaro | 2   | - Universitario - Santiago de Píllaro                  |
| Baños   | 1   | - Baños Ciudad de Fuego                                |

## Clasificación
| Pos. | Equipo                | Pts. | PJ | G  | E | P  | GF | GC | Dif. |  |
| ---- | --------------------- | ---- | -- | -- | - | -- | -- | -- | ---- |  |
| 1    | Chacaritas            | 32   | 13 | 10 | 2 | 1  | 40 | 5  | +35  |  |
| 2    | Pelileo S.C.          | 30   | 14 | 9  | 3 | 2  | 28 | 12 | +16  |  |
| 3    | Universitario         | 23   | 13 | 7  | 2 | 4  | 28 | 18 | +10  |  |
| 4    | Baños Ciudad de Fuego | 23   | 13 | 6  | 5 | 2  | 17 | 16 | +1   |  |
| 5    | América de Ambato     | 17   | 13 | 5  | 2 | 6  | 18 | 22 | −4   |  |
| 6    | Santiago de Píllaro   | 9    | 14 | 3  | 0 | 11 | 13 | 44 | −31  |  |
| 7    | El Globo              | 8    | 14 | 4  | 3 | 7  | 20 | 24 | −4   |  |
| 8    | América de Santa Rosa | 4    | 14 | 1  | 1 | 12 | 7  | 30 | −23  |  |

Actualizado a los partidos jugados el 21 de julio de 2019.
 Fuente: @boxfmec
Criterios de clasificación: 1) Puntos; 2) Diferencia de goles; 3) Goles marcados
Notas:
1. ↑  Club Social y Deportivo El Globo fue sancionado con la reducción de 7 puntos.

|  | Campeón y clasificado a los zonales de Segunda Categoría 2019.     |
|  | Vicecampeón y clasificado a los zonales de Segunda Categoría 2019. |

## Evolución de la clasificación
| Equipo / Jornada      | 01 | 02 | 03 | 04 | 05 | 06 | 07 | 08 | 09 | 10 | 11 | 12 | 13 | 14 |
| --------------------- | -- | -- | -- | -- | -- | -- | -- | -- | -- | -- | -- | -- | -- | -- |
| Chacaritas            | 2  | 2  | 1  | 1  | 1  | 1  | 1  | 1  | 1  | 1  | 1  | 1  | 1  | 1  |
| Pelileo S.C.          | 1  | 1  | 3  | 3  | 3  | 4  | 3  | 4  | 4  | 3  | 3  | 2  | 2  | 2  |
| Universitario         | 7  | 7  | 7  | 5  | 6  | 6  | 5  | 2  | 2  | 4  | 4  | 3  | 3  | 3  |
| Baños Ciudad de Fuego | 5  | 4  | 4  | 4  | 4  | 3  | 2  | 3  | 3  | 2  | 2  | 4  | 4  | 4  |
| América de Ambato     | 4  | 3  | 2  | 2  | 2  | 2  | 4  | 5  | 6  | 6  | 6  | 6  | 5  | 5  |
| Santiago de Píllaro   | 3  | 5  | 5  | 7  | 7  | 7  | 7  | 7  | 7  | 7  | 7  | 7  | 7  | 6  |
| El Globo              | 6  | 6  | 6  | 6  | 5  | 5  | 6  | 6  | 5  | 5  | 5  | 5  | 6  | 7  |
| América de Santa Rosa | 8  | 8  | 8  | 8  | 8  | 8  | 8  | 8  | 8  | 8  | 8  | 8  | 8  | 8  |

## Resultados

### Primera vuelta
| Santiago de Píllaro   | 2 - 1 | El Globo          | Santiago de Píllaro   | 11 de mayo | 14:00 |
| Baños Ciudad de Fuego | 1 - 1 | América de Ambato | Crnl. José Silva Romo | 11 de mayo | 15:30 |
| América de Santa Rosa | 0 - 2 | Pelileo S.C.      | Dunker Aguilar        | 11 de mayo | 16:00 |
| Chacaritas            | 2 - 0 | Universitario     | Ciudad de Pelileo     | 12 de mayo | 16:00 |

| América de Ambato | 1 - 0 | América de Santa Rosa | Neptalí Barona      | 18 de mayo | 11:30 |
| Universitario     | 0 - 1 | Baños Ciudad de Fuego | Santiago de Píllaro | 19 de mayo | 11:30 |
| El Globo          | 0 - 1 | Chacaritas            | Neptalí Barona      | 19 de mayo | 12:00 |
| Pelileo S.C.      | 3 - 0 | Santiago de Píllaro   | Ciudad de Pelileo   | 19 de mayo | 16:00 |

| Baños Ciudad de Fuego | 0 - 3 | Chacaritas        | Crnl. José Silva Romo | 25 de mayo | 15:30 |
| Santiago de Píllaro   | 0 - 2 | América de Ambato | Santiago de Píllaro   | 25 de mayo | 16:00 |
| América de Santa Rosa | 0 - 0 | Universitario     | Dunker Aguilar        | 25 de mayo | 16:00 |
| Pelileo S.C.          | 0 - 1 | El Globo          | Ciudad de Pelileo     | 26 de mayo | 16:00 |

| América de Ambato | 1 - 0 | Pelileo S.C.          | Neptalí Barona      | 29 de mayo | 12:00 |
| El Globo          | 1 - 1 | Baños Ciudad de Fuego | Neptalí Barona      | 29 de mayo | 16:00 |
| Chacaritas        | 3 - 0 | América de Santa Rosa | Ciudad de Pelileo   | 29 de mayo | 16:00 |
| Universitario     | 5 - 2 | Santiago de Píllaro   | Santiago de Píllaro | 29 de mayo | 16:00 |

| América de Ambato     | 1 - 1 | El Globo              | Neptalí Barona      | 1 de junio | 11:00 |
| Santiago de Píllaro   | 0 - 7 | Chacaritas            | Santiago de Píllaro | 1 de junio | 15:00 |
| América de Santa Rosa | 0 - 2 | Baños Ciudad de Fuego | Dunker Aguilar      | 1 de junio | 16:00 |
| Pelileo S.C.          | 4 - 2 | Universitario         | Ciudad de Pelileo   | 2 de junio | 16:00 |

| Universitario         | 3 - 2 | América de Ambato   | Santiago de Píllaro   | 8 de junio | 15:00 |
| América de Santa Rosa | 1 - 2 | El Globo            | Dunker Aguilar        | 8 de junio | 16:00 |
| Baños Ciudad de Fuego | 2 - 1 | Santiago de Píllaro | Crnl. José Silva Romo | 8 de junio | 16:00 |
| Chacaritas            | 1 - 1 | Pelileo S.C.        | Ciudad de Pelileo     | 9 de junio | 16:00 |

| América de Ambato   | 0 - 2 | Chacaritas            | Neptalí Barona      | 15 de junio | 11:00 |
| Santiago de Píllaro | 1 - 0 | América de Santa Rosa | Santiago de Píllaro | 15 de junio | 15:00 |
| Pelileo S.C.        | 2 - 2 | Baños Ciudad de Fuego | Ciudad de Pelileo   | 15 de junio | 16:00 |
| El Globo            | 1 - 2 | Universitario         | Municipal de Patate | 16 de junio | 15:00 |

### Segunda vuelta
| Universitario         | 4 - 1 | El Globo            | Santiago de Píllaro   | 22 de junio | 15:00 |
| Baños Ciudad de Fuego | 0 - 0 | Pelileo S.C.        | Crnl. José Silva Romo | 22 de junio | 16:00 |
| América de Santa Rosa | 2 - 1 | Santiago de Píllaro | Dunker Aguilar        | 22 de junio | 16:00 |
| Chacaritas            | 1 - 0 | América de Ambato   | Ciudad de Pelileo     | 23 de junio | 13:30 |

| Santiago de Píllaro | 0 - 2 | Baños Ciudad de Fuego | Santiago de Píllaro | 29 de junio | 15:00 |
| El Globo            | 2 - 1 | América de Santa Rosa | Municipal de Patate | 29 de junio | 15:00 |
| América de Ambato   | 0 - 3 | Universitario         | Neptalí Barona      | 30 de junio | 11:00 |
| Pelileo S.C.        | 2 - 1 | Chacaritas            | Ciudad de Pelileo   | 30 de junio | 16:00 |

| Universitario         | 2 - 3 | Pelileo S.C.          | Neptalí Barona        | 6 de julio | 11:00 |
| Baños Ciudad de Fuego | 2 - 0 | América de Santa Rosa | Crnl. José Silva Romo | 6 de julio | 16:00 |
| El Globo              | 4 - 2 | América de Ambato     | Municipal de Patate   | 6 de julio | 16:00 |
| Chacaritas            | 9 - 0 | Santiago de Píllaro   | Ciudad de Pelileo     | 7 de julio | 16:00 |

| Santiago de Píllaro   | 0 - 1 | Universitario     | Ciudad Nueva          | 10 de julio | 16:00 |
| Pelileo S.C.          | 2 - 0 | América de Ambato | Ciudad de Pelileo     | 10 de julio | 16:00 |
| Baños Ciudad de Fuego | 2 - 1 | El Globo          | Crnl. José Silva Romo | 10 de julio | 16:00 |
| América de Santa Rosa | 0 - 3 | Chacaritas        | Dunker Aguilar        | 10 de julio | 19:30 |

| Universitario     | 4 - 0 | América de Santa Rosa | Neptalí Barona      | 13 de julio | 11:00 |
| América de Ambato | 5 - 3 | Santiago de Píllaro   | Neptalí Barona      | 14 de julio | 11:00 |
| El Globo          | 1 - 2 | Pelileo S.C.          | Municipal de Patate | 14 de julio | 16:00 |
| Chacaritas (C)    | 5 - 0 | Baños Ciudad de Fuego | Ciudad de Pelileo   | 14 de julio | 16:00 |

| Baños Ciudad de Fuego | 2 - 2 | Universitario     | Crnl. José Silva Romo | 17 de julio | 16:00 |
| Santiago de Píllaro   | 0 - 3 | Pelileo S.C.      | Santiago de Píllaro   | 17 de julio | 16:00 |
| Chacaritas            | 2 - 2 | El Globo          | Ciudad de Pelileo     | 17 de julio | 16:00 |
| América de Santa Rosa | 2 - 3 | América de Ambato | Dunker Aguilar        | 17 de julio | 19:30 |

| El Globo          | 2 - 3 | Santiago de Píllaro   | Municipal de Patate | 20 de julio    | 16:00          |
| Pelileo S.C.      | 4 - 1 | América de Santa Rosa | Ciudad de Pelileo   | 21 de julio    | 16:00          |
| Universitario     | -     | Chacaritas            | No se programó      | No se programó | No se programó |
| América de Ambato | -     | Baños Ciudad de Fuego | No se programó      | No se programó | No se programó |

### Campeón
| |
| Chacaritas Fútbol Club 3.er título Clasifica a los zonales de la Segunda Categoría 2019 y a la Copa Ecuador 2020. - También clasifica Pelileo Sporting Club como vicecampeón. |